# 飛騨乃花成栄
飛騨乃花 成栄（ひだのはな しげよし、1953年12月13日 - ）は、岐阜県大野郡朝日村（現役当時、現・同県高山市）大字浅井出身で二子山部屋に所属した元大相撲力士。本名は平林 修（ひらばやし おさむ）。最高位は西前頭筆頭（1981年11月場所）。身長182cm、体重140kg。得意手は右四つ、上手投げ。

## 来歴・人物
中学校を卒業後に上京して二子山部屋へ入門し、1969年3月場所で初土俵を踏んだ。
取的時代が長く、上位に進むきっかけにと「飛騨乃花」に落ち着くまで6回も改名するほど苦労したが、部屋に関取衆が多くて稽古相手に恵まれ力を付けた。
1979年7月場所で十両昇進、そして1980年9月場所で新入幕を果たした。
立合いは甘いものの右四つでがっぷり組めば、稽古場では部屋の役力士達と互角に渡り合う強さを見せる稽古場横綱として知られ、同部屋の大関・若嶋津などに、「あれは飛騨乃花じゃなくて“飛騨力”だ」と言わせるほどだった。ただし、幕内上位ではなかなか勝ち越せず、結局幕内と十両の往復を繰り返すなど地味な印象に終始した。
1989年1月場所では十両下位で大敗して幕下への陥落が必至になり、それでも現役続行の意志を見せていたがこの場所限りで（番付上は翌3月場所付で）引退した。
引退後は、年寄「尾上」を襲名して二子山部屋や荒磯部屋で後進の指導に当たったが、1994年3月場所後に廃業した。
その後は東京都中野区で相撲料理店「相撲茶屋・飛騨乃花」を経営した。後に帰郷し、故郷の岐阜県高山市で「相撲茶屋・飛騨乃花」を経営し2010年頃まで営業していたが現在は閉店している。
甥は荒磯部屋に所属していた元幕下力士の荒慧。

## エピソード
自己最高位の西前頭筆頭で迎えた1981年11月場所では8日目に横綱の北の湖を寄り切りで破り、北の湖から生涯唯一の金星を挙げている。
北の湖は翌9日目の取組前に休場届を出し1967年の初土俵以来、初めて休場する事となった。また、1973年7月場所からの北の湖の本場所に於いての連続勝ち越し記録も50場所で途絶えた。
ただし、この場所は5勝10敗で負け越しが決まった。結果として、この場所の前頭筆頭が飛騨乃花の自己最高位となった。

## 主な成績・記録
- 通算成績：643勝654敗 勝率.496
- 幕内成績：153勝222敗 勝率.408
- 現役在位：120場所
- 幕内在位：25場所
- 三賞：1回
  - 敢闘賞：1回（1983年7月場所）
- 金星：1個（北の湖1個）
- 各段優勝
  - 十両優勝：1回（1981年1月場所）
- 通算連続出場：1297回（史上10位タイ。1969年5月場所 - 1989年1月場所）

## 場所別成績
| | 一月場所 初場所（東京） | 三月場所 春場所（大阪） | 五月場所 夏場所（東京） | 七月場所 名古屋場所（愛知） | 九月場所 秋場所（東京） | 十一月場所 九州場所（福岡） |
| --- | ----------------------- | ----------------------- | ----------------------- | --------------------------- | ----------------------- | --------------------------- |
| 1969年 （昭和44年） | x                       | （前相撲）              | 東序ノ口11枚目 3–4      | 東序二段69枚目 4–3          | 東序二段42枚目 1–6      | 東序二段62枚目 2–5          |
| 1970年 （昭和45年） | 東序二段66枚目 5–2      | 西序二段24枚目 2–5      | 西序二段44枚目 4–3      | 西序二段22枚目 3–4          | 西序二段34枚目 3–4      | 西序二段40枚目 5–2          |
| 1971年 （昭和46年） | 西三段目80枚目 5–2      | 東三段目53枚目 4–3      | 東三段目38枚目 2–5      | 東三段目58枚目 4–3          | 東三段目39枚目 3–4      | 西三段目51枚目 3–4          |
| 1972年 （昭和47年） | 西三段目55枚目 5–2      | 東三段目26枚目 3–4      | 東三段目35枚目 5–2      | 東三段目6枚目 3–4           | 西三段目12枚目 2–5      | 東三段目29枚目 5–2          |
| 1973年 （昭和48年） | 西三段目2枚目 3–4       | 西三段目16枚目 3–4      | 東三段目27枚目 4–3      | 西三段目14枚目 2–5          | 東三段目37枚目 3–4      | 西三段目49枚目 4–3          |
| 1974年 （昭和49年） | 西三段目38枚目 6–1–P    | 西三段目4枚目 3–4       | 東三段目16枚目 5–2      | 東幕下52枚目 5–2            | 東幕下27枚目 1–6        | 東幕下50枚目 3–4            |
| 1975年 （昭和50年） | 西三段目3枚目 3–4       | 東三段目13枚目 3–4      | 西三段目24枚目 4–3      | 西三段目14枚目 6–1          | 東幕下42枚目 5–2        | 東幕下24枚目 4–3            |
| 1976年 （昭和51年） | 西幕下19枚目 1–6        | 西幕下44枚目 2–5        | 西三段目6枚目 3–4       | 西三段目16枚目 5–2          | 西幕下55枚目 5–2        | 西幕下31枚目 5–2            |
| 1977年 （昭和52年） | 西幕下16枚目 3–4        | 西幕下25枚目 2–5        | 西幕下45枚目 3–4        | 東幕下53枚目 6–1            | 西幕下26枚目 4–3        | 東幕下18枚目 3–4            |
| 1978年 （昭和53年） | 東幕下26枚目 4–3        | 東幕下19枚目 4–3        | 東幕下14枚目 3–4        | 西幕下21枚目 3–4            | 西幕下29枚目 6–1        | 東幕下10枚目 3–4            |
| 1979年 （昭和54年） | 東幕下20枚目 5–2        | 東幕下9枚目 5–2         | 東幕下3枚目 5–2         | 西十両8枚目 8–7             | 西十両5枚目 8–7         | 東十両3枚目 8–7             |
| 1980年 （昭和55年） | 西十両筆頭 8–7          | 西十両筆頭 5–10         | 東十両10枚目 10–5       | 西十両3枚目 10–5            | 西前頭13枚目 5–10       | 西十両5枚目 8–7             |
| 1981年 （昭和56年） | 西十両3枚目 優勝 13–2   | 東前頭12枚目 5–10       | 東十両2枚目 10–5        | 西前頭11枚目 8–7            | 東前頭6枚目 9–6         | 西前頭筆頭 5–10 ★           |
| 1982年 （昭和57年） | 西前頭7枚目 6–9         | 西前頭8枚目 6–9         | 東前頭12枚目 4–11       | 西十両筆頭 7–8              | 西十両3枚目 10–5        | 西前頭13枚目 5–10           |
| 1983年 （昭和58年） | 西十両3枚目 11–4        | 西前頭11枚目 8–7        | 西前頭4枚目 4–11        | 西前頭11枚目 10–5 敢        | 西前頭2枚目 5–10        | 東前頭8枚目 8–7             |
| 1984年 （昭和59年） | 西前頭4枚目 6–9         | 西前頭9枚目 7–8         | 東前頭10枚目 9–6        | 東前頭3枚目 4–11            | 東前頭12枚目 10–5       | 東前頭3枚目 3–12            |
| 1985年 （昭和60年） | 東前頭13枚目 8–7        | 東前頭11枚目 4–11       | 東十両5枚目 8–7         | 西十両4枚目 9–6             | 西十両筆頭 10–5         | 東前頭13枚目 10–5           |
| 1986年 （昭和61年） | 西前頭3枚目 2–13        | 東前頭14枚目 2–13       | 東十両10枚目 8–7        | 西十両6枚目 7–8             | 西十両7枚目 8–7         | 東十両6枚目 7–8             |
| 1987年 （昭和62年） | 東十両7枚目 8–7         | 東十両6枚目 9–6         | 西十両4枚目 8–7         | 西十両3枚目 7–8             | 東十両5枚目 8–7         | 西十両3枚目 5–10            |
| 1988年 （昭和63年） | 西十両8枚目 9–6         | 西十両4枚目 7–8         | 東十両5枚目 5–10        | 東十両12枚目 9–6            | 西十両7枚目 7–8         | 東十両9枚目 7–8             |
| 1989年 （平成元年） | 東十両10枚目 5–10       | 東幕下筆頭 引退 –       | x                       | x                           | x                       | x                           |
| 各欄の数字は、「勝ち-負け-休場」を示す。 優勝 引退 休場 十両 幕下 三賞：敢=敢闘賞、殊=殊勲賞、技=技能賞 その他：★=金星 番付階級：幕内 - 十両 - 幕下 - 三段目 - 序二段 - 序ノ口 幕内序列：横綱 - 大関 - 関脇 - 小結 - 前頭（「#数字」は各位内の序列） |                         |                         |                         |                             |                         |                             |

## 幕内対戦成績
| 力士名   | 勝数 | 負数 | 力士名   | 勝数 | 負数 | 力士名     | 勝数 | 負数 | 力士名 | 勝数 | 負数 |
| -------- | ---- | ---- | -------- | ---- | ---- | ---------- | ---- | ---- | ------ | ---- | ---- |
| 青葉城   | 3    | 8    | 青葉山   | 1    | 2    | 朝潮       | 0    | 4    | 旭富士 | 1    | 3    |
| 天ノ山   | 3    | 4    | 荒勢     | 1    | 1    | 板井       | 3    | 4    | 大潮   | 6    | 4    |
| 巨砲     | 3    | 2    | 大錦     | 4    | 5    | 大ノ国     | 1    | 1    | 大豊   | 1    | 5    |
| 魁輝     | 5    | 7    | 北尾     | 1    | 1    | 北の湖     | 1    | 1    | 騏ノ嵐 | 0    | 1    |
| 霧島     | 2    | 2    | 麒麟児   | 3    | 7    | 蔵間       | 7    | 8    | 黒瀬川 | 2    | 3    |
| 黒姫山   | 1    | 0    | 高望山   | 6    | 5    | 琴風       | 0    | 4    | 琴千歳 | 2    | 0    |
| 琴若     | 1    | 0    | 小錦     | 0    | 1    | 斉須       | 2    | 3    | 蔵玉錦 | 2    | 1    |
| 逆鉾     | 3    | 6    | 佐田の海 | 1    | 5    | 嗣子鵬     | 3    | 5    | 陣岳   | 1    | 4    |
| 神幸     | 1    | 2    | 大徹     | 3    | 5    | 高見山     | 2    | 2    | 多賀竜 | 3    | 7    |
| 玉ノ富士 | 0    | 2    | 玉龍     | 5    | 1    | 千代の富士 | 0    | 4    | 寺尾   | 0    | 2    |
| 出羽の花 | 3    | 8    | 闘竜     | 6    | 5    | 栃赤城     | 2    | 1    | 栃司   | 2    | 1    |
| 栃剣     | 6    | 4    | 栃光     | 3    | 5    | 栃纒       | 1    | 0    | 白竜山 | 2(1) | 1    |
| 蜂矢     | 1    | 1    | 花乃湖   | 0    | 1    | 播竜山     | 4    | 1    | 富士櫻 | 3    | 1    |
| 鳳凰     | 2    | 8    | 北天佑   | 1    | 7    | 保志       | 0    | 2    | 前乃臻 | 1    | 1    |
| 舛田山   | 3    | 9    | 三杉磯   | 3    | 6    | 水戸泉     | 1    | 2    | 豊山   | 0    | 1    |
| 若瀬川   | 3    | 1    | 若の富士 | 1    | 2    | 鷲羽山     | 1    | 2    |        |      |      |

## 改名歴
- 平林 修（ひらばやし おさむ、1969年5月場所）
- 龍王山 修（りゅうおうやま -、1969年7月場所-1973年5月場所）
- 大真弓 修（おおまゆみ -、1973年7月場所）
- 龍王山 修（りゅうおうやま -、1973年9月場所-1975年1月場所）
- 平林 修（ひらばやし -、1975年3月場所-同年5月場所）
- 龍王山 修（りゅうおうやま -、1975年7月場所-1977年11月場所）
- 飛騨乃花 修弘（ひだのはな のぶひろ、1978年1月場所-1980年11月場所）
- 飛騨ノ花 修弘（ひだのはな -、1981年1月場所-1982年1月場所）
- 飛騨ノ花 修（ひだのはな おさむ、1982年3月場所-1983年7月場所）
- 飛騨乃花 成栄（ひだのはな しげよし、1983年9月場所-1989年3月場所（引退））